# Tatort: Wunschdenken
Wunschdenken ist eine Folge der Fernsehkrimireihe Tatort aus dem Jahr 2011. Der Film wurde vom Schweizer Fernsehen unter der Regie von Markus Imboden produziert und ist die erste Folge nach über zehn Jahren, in der ein eigenes Schweizer Ermittlerteam die Untersuchungen durchführt.

## Handlung
Reto Flückiger erscheint bei der Kripo in Luzern, wo er in einem Monat die Leitung der Abteilung „Leib und Leben“ übernehmen soll. Bereits vor Antritt der neuen Stelle wird Flückiger in die Ermittlungen bezüglich eines Leichenfundes eingebunden. Zusammen mit der amerikanischen Austauschpolizistin Abby Lanning ermittelt er zunächst beim Fund eines Toten in der Reuss. Seine neue Mitarbeiterin zeigt sogleich ihr Können und entdeckt anhand einer Tätowierung, dass der Tote ein ehemaliger Häftling ist.
Kurz darauf wird Flückiger in einem weiteren Fall gebraucht: Der aufstrebende Kommunalpolitiker Pascal Kreuzer wird kurz vor den Wahlen entführt und der Ehefrau des Politikers eine „Erpressungs-DVD“ zugesandt. Flückiger soll den Einsatz im Rahmen der Geldübergabe leiten, die noch am gleichen Tag auf dem Bahnhof erfolgen soll. Flückiger beauftragt Abby Lanning als Beobachterin immer in der Nähe von Natalie Kreuzer zu bleiben und übernimmt selber die Leitung des Einsatzkommandos. Die Polizei bereitet sich auf die geplante Geldübergabe vor, doch obwohl alle geforderten Bedingungen eingehalten wurden, scheitert die Übergabe. Niemand erscheint und nach eineinhalb Stunden bricht Flückiger die Aktion erfolglos ab.
In den nächsten Tagen gibt es keine weitere Lösegeldforderung, was die Polizei ratlos macht. Flückiger hält es für möglich, dass die Entführung politische Gründe hat. Als Politiker hatte Kreuzer viele Feinde, insbesondere mit Josef Ebnöter gab es immer wieder Streit. Der sitzt jedoch in einem Rollstuhl, allerdings hat er einen kräftigen Begleiter. Flückiger findet Hinweise, dass Ebnöter seinen Widersacher von einem Detektiv hat überwachen lassen, was er auf Nachfrage zugibt und ihm auch den Namen des Detektivs nennt: Mathias Wagner. Flückiger befragt ihn und erfährt einiges aus Kreuzers Vergangenheit. So war dieser einige Jahre Leiter der Strafanstalt Wauwilermoos.
Abby Lanning kümmert sich in der Zwischenzeit weiter um die Wasserleiche. Sie findet heraus, dass es sich bei dem Opfer um Anton Widmer handelt, der häufiger im Gefängnis Wauwilermoos einsass. Lebend wurde er zuletzt in einer Bar in Begleitung einer Frau gesehen.
Möglicherweise hängen beide Fälle zusammen. Sollte Widmer Kreuzer entführt haben, wäre damit erklärt, warum niemand das Lösegeld abgeholt hat. Die Kriminaltechnik kann nachweisen, dass Kreuzer in Widmers Auto transportiert wurde und schaltet die Medien ein, um den Entführten zu finden, der ansonsten vergeblich auf eine Freilassung wartet. Flückiger beschleicht der Verdacht, dass die Entführung möglicherweise von Kreuzer selbst inszeniert wurde, denn aufgrund der Pressemeldungen steigen die Sympathiewerte des Politikers rasant, was seine Chancen, die Wahl zu gewinnen, extrem erhöht.
Die Ermittler finden eine Spur zu einem von Widmer gemieteten Haus. Als sie sich dort umsehen, entdecken sie die Leiche von Kreuzer. Der Körper ist mit Klebeband an einen Stuhl gefesselt und übel zugerichtet. Nach Untersuchung der Gerichtsmedizin ist er bereits vor Tagen an seinen Verletzungen gestorben und war auch schon zum Zeitpunkt der Geldübergabe nicht mehr am Leben. Die Spuren im Haus deuten auf ein „Liebesnest“ und Flückiger gelingt es, Kreuzers Geliebte ausfindig machen. Sie sagt aus, dass Kreuzer zu ihr gesagt hätte, dass er eine Weile weggehen würde und nach seiner Rückkehr die Wahlen gewinnen wollte. Danach würde alles gut werden.
Ein Fingerabdruck am Klebeband, der nicht Widmer zugeordnet werden kann, führt die Ermittler zu Radul Pankovic, einem vorbestraften Gewalttäter. Dieser wohnt laut Meldeamt bei Margrit Scherrer, die als die Frau identifiziert werden kann, mit der Widmer zuletzt gesehen wurde. Als Flückiger und Lanning die beiden stellen wollen, kommt es zu einem Feuergefecht. Dabei werden Scherrer und Pankovic tödlich getroffen.
Da der Detektiv Flückiger gegenüber behauptet hatte, dass Kreuzer keine Geliebte hätte, ist ihm klar, dass er ihn angelogen hat. So stellt er Mathias Wagner zur Rede und dieser gibt zu, dass er auch im Auftrag von Natalie Kreuzer gehandelt hätte. Als sie feststellen musste, dass ihr Mann sie für eine Jüngere verlassen wollte, hätte sie ihm eine große Summe gezahlt, damit er das Problem für sie erledigen würde. Bei seinen Beobachtungen kam er hinter Kreuzers Plan der Entführung, was er mithilfe von zwei Komplizen für seine Ziele ausgenutzt hätte.

## Hintergrund
Der Film Wunschdenken stellt nach über zehnjähriger Bildschirmabstinenz die Rückkehr des Schweizer Fernsehens in die Tatort-Gemeinschaftsproduktion dar. Der Hauptdarsteller Kommissar Reto Flückiger (Stefan Gubser) ist bereits aus einigen Tatort-Folgen aus Konstanz bekannt, wo er zusammen mit dem dortigen Ermittlerteam Blum/Perlmann grenzüberschreitende Fälle gelöst hat. Flückiger arbeitete seinerzeit bei der Seepolizei Thurgau, wurde aber 2010 zur Kripo Luzern versetzt, wo die weiteren Filme nun spielen.
Ursprünglich sollte die Erstausstrahlung im Frühjahr 2011 erfolgen. Aus Qualitätsgründen wurde der Film aber von der neuen Leiterin der Abteilung Kultur des SRF, Nathalie Wappler, zurückgewiesen und nochmals überarbeitet und am 14. August 2011 zum ersten Mal ausgestrahlt. Im Zuge der Debatte um die Begründung der Rücknahme wegen qualitativer Mängel wurde dem SF vorgeworfen, die Sendung tatsächlich wegen politisch brisanter Anspielungen auf die Schweizer Volkspartei (SVP) zurückgezogen zu haben.

## Rezeption

### Kritik
Die Kritiken zu Wunschdenken waren überwiegend gemischt bis negativ.

„Gemeinsam rutschen die Luzern-Neulinge Flückinger und Lanning in der "Tatort"-Episode "Wunschdenken" in einen Fall, der sie in die Kommunalpolitik der Stadt führt. […] So die kriminalistische Gemengelage (Buch: Nils-Morten Osburg) – aus der im Laufe des Films leider so gut wie keine Spannung erwächst. Sämtliche Figuren bleiben unscharf, zudem agieren sie zuweilen wie Schlafwandler, die Anspielungen auf den realen Polit-Betrieb bleiben im Ungefähren. […] Vielleicht ist ja gerade dieses "Verlorensein", dieses Durcheinander von Ambitionen, Idiomen und Ideen, die eigentliche Ursache für das Misslingen des Krimis. Den Start in den "Tatort"-Verbund haben die Schweizer so oder so vermasselt. Grüezi, Tristesse!“

„Dieser "Tatort" ist auch nachgebessert schwach. "Wunschdenken" wurde zunächst nicht abgenommen. Beanstandet wurden neben einer Sex-Szene die vielen Klischees und der US-Gast-Star Sofia Milos (‚C.S.I. Miami‘). Die Sex-Szene ließ sich fast vollständig wegschneiden. Die Präsenz der Fehlbesetzung minimieren. Das Drehbuch aber ließ sich nicht schön schneiden. Die Handlung dieses überkonstruierten Krimis verzettelt sich im Kleinklein. Ein "Tatort" wie aus grauer Vorzeit. Schwacher Trost: Stefan Gubser ist ein guter Typ!“

„Insgesamt hinterlässt der erste Fall einen zwiespältigen Eindruck: Der Film besticht durch tolle Schauplätze, hinreißende Landschaftsaufnahmen und kühle Architektur. Er ist rasant und bietet Action wie in einem Hollywood-Film, auf der anderen Seite sind die Dialoge oft behäbig, immer geht Tempo verloren. Vielleicht ist das alles typisch Schweiz: Die Uhren ticken in der Alpenrepublik nicht langsamer, aber einfach anders.“

### Einschaltquoten
Die Erstausstrahlung am 14. August 2011 wurde in Deutschland insgesamt von 6,80 Millionen Zuschauern gesehen und erreichte einen Marktanteil von 21,1 % für Das Erste; in der Gruppe der 14- bis 49-jährigen Zuschauer konnten 1,95 Millionen Zuschauer und ein Marktanteil von 15,4 % erreicht werden.
In der Schweiz konnte die Erstausstrahlung von Wunschdenken im SF 723.000 Zuschauer und einen Marktanteil von 39,7 % erzielen.
In Österreich wurden 23 Prozent Marktanteil erzielt.